# فيصل الجزاف
فيصل مساعد أحمد الجزاف مواليد (1956-)، لاعب نادي القادسية الكويتي والمنتخب الكويتي لكرة الطائرة، وشارك مع منتخب الكويت لكرة الطائرة للرجال في دورة الألعاب الآسيوية 1978 ودورة الألعاب الآسيوية 1982، ويلعب دور السنتر.

## بداياته وحياته الرياضية
ولد فيصل الجزاف في مدينة الكويت وتحديدًا في منطقة المرقاب في عام 1956، وبدأ مشواره الرياضي في مركز شباب القادسية عام 1962 كلاعب لكرة القدم، ثم انضم رسميًا إلى نادي القادسية عام 1966، وسُجل في كشوف أشبال النادي، إلا أن أحد مدربي كرة الطائرة العرب في الكويت اكتشفه وقدمه كلاعب كرة طائرة وتم تسجيله في كشوف النادي كلاعب طائرة، واستمر في اللعبة منذ عام 1971 حتى اعتزاله عام 1987، وخلال مشواره حصل مع زملائه على العديد من البطولات المحلية والخليجية والعربية حيثُ حقق مع فريقه بطولة الدوري 10 مرات وبطولة كأس الاتحاد 7 مرات متتالية كما حصل على بطولة الدوري والكأس 3 مرات مع فريق تحت عشرين سنة، وشارك مع فريقه القادسية في البطولة الأولى لكأس دول مجلس التعاون الخليجي التي أُقيمت في السعودية عام 1982 وكذلك في البطولة الثانية عام 1983 والرابعة عام 1985 والسادسة عام 1986 وكانت آخر مشاركة له. كما شارك في البطولة العربية للأندية الأبطال في ليبيا عام 1978 وكذلك البطولة الثانية في المغرب عام 1982 والثالثة في الامارات عام 1983 والرابعة في تونس عام 1986.
ومثل منتخب الكويت في البطولات العربية والخليجية منذ أول بطولة اقيمت في الكويت عام 1977 وعامي 1980 و 1985 وكان كابتن منتخب الكويت في بطولة الخليج السادسة عام 1987 والذي توج بها المنتخب الكويتي، أما بالنسبة لمشاركاته في الدورات الآسيوية فقد شارك ضمن صفوف منتخب الكويت في دورة الألعاب الآسيوية 1978 كما شارك في دورة الألعاب الآسيوية 1982 واليابان عام 1983 وتصفيات كأس العالم في ايطاليا عام 1976 بالإضافة إلى البطولات العربية الأفريقية، كما شارك في العديد من بطولات الشرطة حيثُ لعب في البطولة الثانية التي أُقيمت في الامارات عام 1985 وشارك في صفوف منتخب الكويت العسكري عام 1977، وتصفيات بطولة آسيا في هونغ كونغ 1980، حتى وصلت مشاركاته الخارجية إلى 80 مباراة دولية.

## بعد الاعتزال
وبعد اعتزاله لعبة كرة الطائرة إتجه إلى العمل الإداري في نادي القادسية وأصبح أمين سر مساعد في النادي عامي 1987 و1989، كما عين عضو لجنة رياضية في النادي، وعضو لجنة التطوير في اتحاد كرة الطائرة، ونائب رئيس اللجنة الاستشارية في اتحاد كرة الطائرة، وفي عام 2008 تم اختياره مُديرًا عامًا للهيئة العامة للشباب والرياضة الكويتية.

## السيرة العملية العسكرية
- تخرج برتبة ملازم وحاصل على دبلوم علوم الشرطة 1976.
- ضابط سرية الرياضة في كلية الشرطة برتبة ملازم.
- ضابط في اتحاد الشرطة الرياضي ورئيس القسم الفني عامي 1980 - 1982 برتبة نقيب.
- ضابط في مكتب مدير عام الإدارة العامة لأمن المنشآت يوسف المشاري.
- مساعد مدير الإدارة الفنية في الإدارة العامة لأمن المنشآت في وزارة الداخلية.
- ضابط في مكتب وكيل وزارة الداخلية 1991 - 1997 مسؤولا عن ملف الأسرى والمفقودين الكويتيون أثناء الغزو العراقي.
- مساعد مدير الدوريات في محافظة حولي 1997 - 2000.
- مدير العمليات في الإدارة العامة للدوريات 2000 - 2003.
- تقاعد من وزارة الداخلية الكويتية عام 2008 برتبة لواء شرطة.

## المهام والمشاركات والمناصب
- عضو فريق البحث عن الأسرى والمفقودين الكويتيون أثناء الغزو العراقي.
- أحد مؤسسي جمعية أهالي الأسرى والمفقودين الكويتيون أثناء الغزو العراقي.
- أمين سر رابطة أهالي الأسرى والمفقودين الكويتيون أثناء الغزو العراقي.
- مشاركة ميدانية مع القوات الأميركية في حرب تحرير العراق.
- نائب رئيس العمليات في فترة الغزو العراقي للكويت في مقر الحكومة الكويتية بالطائف 1990.
- ممثل وزارة الداخلية في العملية المشتركة أثناء حرب تحرير العراق 2003.
- رئيس تحرير مجلة الاتحاد الرياضي العربي للشرطة.
- مقرر اللجنة الإعلامية في الاتحاد الرياضي العربي للشرطة منذ عام 2004.
- أمين عام مساعد بالاتحاد الدولي للشرطة منذ 2005 إلى 2009.
- رئيس مجلس إدارة اتحاد الشرطة الرياضي عامي 2004 - 2008.[4]
- نائب رئيس اللجنة المنظمة العليا للبطولة العربية للشرطة في السباحة.
- نائب رئيس اللجنة المنظمة العليا للبطولة التأهيلية لكأس العالم لفروسية قفز الحواجز تحت رعاية ولي العهد الكويتي 2007.
- رئيس اللجنة المشتركة لاتحادات الجيش والحرس الوطني لتفعيل العمل الرياضي بين هذه القطاعات.
- رئيس مجلس الادارة والمدير العام للهيئة العامة للشباب والرياضة الكويتية منذ عام 2008 حتى 2013.
- رئيس جمعية الضباط المتقاعدين الكويتيون.

## وصلات خارجية
1. مباراة اعتزال فيصل الجزاف لاعب المنتخب الوطني و نادي القادسية لكرة الطائرة على يوتيوب
2. الذاكرة السياسية على يوتيوب
3. فيصل الجزاف يكشف عن تفاصيل مثيرة في استاد جابر على يوتيوب